# Luceafărul (revistă fondată în 1958)
Luceafărul a fost o revistă bilunară a Uniunii Scriitorilor din România, care a apărut în 15 iulie 1958, la București, ca o continuatoare a publicației „Tînărul scriitor”. În etapa de concept, acesteia i s-a spus „Miorița“, mai apoi fiind definitiv redenumită în „Luceafărul“.
Revista „Tînărul scriitor” fusese înființată în 1948 cu scopul declarat de formare instituționalizată a unei generații de tineri scriitori, necontaminați de ideologia burgheză, prin Școala de Literatură și Critică Literară „Mihai Eminescu”.
De la început, revista Luceafărul, care avea 12 pagini, și-a declarat scopul de a promova tinerii scriitori. 
În anii 1970-1980 revista devenise „un organ de propagandă naționalist-comunistă”,
fiind văzută din exteriorul României ca fiind de extremă dreaptă.
După 1989 revista Luceafărul a apărut într-o serie nouă, cu titlul „Luceafărul de dimineață”, inițiată de Laurențiu Ulici, devenit între timp și președinte al Uniunii Scriitorilor din România. După dispariția acestuia, publicația a fost condusă, până în noiembrie 2007, de prozatorul Marius Tupan.

## Redactori-șefi
- Mihai Beniuc (1958–1961)
- Dan Deșliu (1961–1963)
- Eugen Barbu (1963-1968)
- Ștefan Bănulescu (1968-1971)
- Virgil Teodorescu (1972-1974)
- Nicolae Dragoș (1974-1980)
- Nicolae Dan Fruntelată (1980-1990)
- Laurențiu Ulici (1990-2000)
- Marius Tupan (2000-2007)